# غول العوار (الملاجم)

تعديل مصدري - تعديل

غول العوار هي إحدى قرى عزلة ذى خير بمديرية الملاجم التابعة لمحافظة البيضاء، بلغ تعداد سكانها 226 نسمة حسب تعداد اليمن لعام 2004.